# Port lotniczy JAGS McCartney
Port lotniczy JAGS McCartney – największy port lotniczy Turks i Caicos, zlokalizowany na wyspie Wielki Turk w miejscowości Cockburn Town.

## Linie lotnicze i połączenia
| Linia lotnicza         | Kierunek            |
| ---------------------- | ------------------- |
| InterCaribbean Airways | 1. / Providenciales |
| Caicos Express Airways | 1. / Providenciales |